# Bahretal
Bahretal är en kommun i Landkreis Sächsische Schweiz-Osterzgebirge i förbundslandet Sachsen i Tyskland. Kommunen har cirka 2 100 invånare.
Staden ingår i förvaltningsområdet Bad Gottleuba-Berggießhübel tillsammans med kommunerna Bad Gottleuba-Berggießhübel och Liebstadt.